# 相川七瀨
相川七瀨（日语：／ Aikawa Nanase，1975年2月16日—），日本女歌手，自1995年出道至今，已推出32張單曲及13張專輯。於2001年2月16日與配偶結婚，至今已有二子一女。

## 履歷
1990年，15歲的時候參加新力主辦的徵選會，雖然落選但遇見了後來成為她製作人織田哲郎。當時她所唱的歌曲為工藤靜香的「嵐の素顔」
1992年，17歲時她從高校退學兼職的時候，因聽到QUEEN的DREAMS COME TRUE而決心成為歌手。她前往東京與織田接觸，開始作為歌手的訓練
1995年11月，以織田旗下公司的歌手出道。唱片公司為avex，唱片品牌為cutting edge的motorod
1996年，發行第一張專輯「Red」，初發行就登上了公信榜的第一位，到現時為止已賣出超過270萬張。年尾獲邀參加第47回NHK紅白歌合戰
1997年7月發行第二張專輯「paraDOX」，同樣地一發行就進佔了公信榜的第一位，截至現在已賣出了超過180萬張。同年開始了名為“Live Emotion'97”的巡迴演唱會。因其驚人亮眼的表現，她開始受到外國的注目
1998年7月發行專輯「crimson」後，開始了40場的全國巡迴演唱會“Live Emotion'98　crimson”
2000年，布袋寅泰成為她新的製作人，她開始轉唱搖滾風的歌曲。2月至5月舉辦了32場的“Live Emotion 2000 "FOXTROT"”巡迴演唱會。8月12日在無預告的情況下於台北市西門町舉行了演唱會，在雨天的情況下仍有3000人參加。
2001年同時發行了兩枚單曲。另外於其生日的2月16日結婚。隨後繼續錄音的工作，產子前發表了迷你專輯「The Last Quarter」
2002年產子後，以巡迴演唱會「THE GIG 03 LIVE IT NOW」作為重新活躍的表示。除了音樂活動以外還在7月於小學館發表了「我們是鯨魚（ぼくはくじら）」的畫冊。同年12月發表了第二個畫冊「鯨魚聖誕老人（くじらサンタ）」 
2003年離開了出道以來的織田旗下的製作公司，加入了新岡野一製作公司新たに。12月31日於三重ナガシマスパーランド參加了首場的倒數音樂會。
2004年2月，相隔2年發行了新專輯「7 seven」。同月22日參加了NHK主辦的「日中友好歌謡祭」，演唱了歌曲「愛ノ詩‐マジェンタレイン‐」。同時，於同年5月8日開始進行了已4年沒舉辦的全國巡迴演唱會「Live Emotion "7 seven"」，另外於7月開始了每年都舉辦的演唱會" "TOUR AIKAWA NANASE 7 seven" THE GIG '04 "。同年7月，因與英國歌手Jennifer Ellison合作而於英國的流行榜進佔了第13位的位置。同年9月發行了「Live Emotion 2004 SEVEN」演唱會的DVD。同年12月31日於長崎ハウステンボス進行了生平第二次的倒數音樂會。
2005年2月發行了自行製作的專輯「THE FIRST QUARTER」。另外亦於電視連續劇『87%』進行了初次的演出。另外由此年開始以「七瀬の日」為名，於每年的7月7日，在SHIBUYA-AX舉行演唱會。11月11日於韓國釜山進行了第2次的アジア・ソング・フェスティバル的演出。同時新專輯「R.U.O.K?!」於韓國及香港等地開始發售。　
2006年、1月1日にライブアルバム「7.7.7.」（DVD,CD2枚の3枚組）発売。6月にはシンガポールで第20回“Singapore Arts Festival”に出演、7月に台湾で“Formoz Festival 2006”に出演などアジア地域でも活動を行う。
2007年，第二子出生。此時除了音樂雜誌，她也參加了不少關於育兒或主婦相關的活動跟訪談。
2008年5月，相隔了2年的時間她以限定發行的方式公開發行了新曲「PRISM」。
2009年2月、相隔4年終於發行了新專輯「REBORN」。同時於2月至3月於全國7地舉行了巡迴見面會“AIKAWA NANASE CLUB TOUR '09 REBORN -STYLE-”
2009年11月，發行了再由織田哲郎作的新曲的「tAttoo」。
2010年12月以Rockstar Steady名字發行了新曲「Fine Fine Day」。
2012年9月16日，產下女兒。
2013年2月6日，因為感嘆2011.3.11發生的震災，睽違四年發表新專輯「今事記」。
2014年3月5日，與同為媽媽友的同期歌手岡本真夜，一起創作也是隔了四年的新單曲「桜舞い降りる頃、涙色　ｆｅａｔ．ｍａｙｏ」。

## 人物
- 非常喜歡咕嚕肉，因自己不常會做所以會常常在外面吃飯時點這個[2]
- 對外以「こにゃおん」稱呼自己的長子、次「ちびにゃおん」稱呼次子
- 非常喜歡貓。甚至自己的後援會也以「Risky Cat」為名，並於會員證上用上了很多貓的圖案。曾有在MV中穿著貓布偶服跟戴著貓耳貓尾的表現
- 藝能界中的友人有真矢、優香、西川貴教、あんじ、藤原紀香跟小池榮子等
- 為工藤靜香、B'z的稻葉浩志的歌迷

## 唱片

### 單曲
1. 夢見る少女じゃいられない (1995/11/08)（電視劇「V之炎」片尾曲）
2. バイバイ。 (1996/02/07)
3. LIKE A HARD RAIN (1996/04/17)(住友生命保險 電視廣告歌曲)
4. BREAK OUT! (1996/06/05)
5. 恋心 (1996/10/7)(銀座ジュエリーマキ 電視廣告歌曲)
6. トラブルメイカー (1997/02/13)
7. Sweet Emotion (1997/05/01)(森永製果「Hi-chew」電視廣告歌曲)
8. Bad Girls (1997/11/12)(日產汽車・プリンス系列販売会社CMタイアップ曲/TBS系列COUNT DOWN TV片頭曲)
9. 彼女と私の事情 (1998/02/08)(富士電視台連續劇『太陽がいっぱい』主題歌)
10. Nostalgia (1998/05/08)
11. Lovin' you (1998/10/07)
12. COSMIC LOVE (1999/03/17)(花王「ラビナス」CFソング)
13. 世界はこの手の中に/Heat of the night (1999/07/23)(朝日電視台連續劇『てっぺん』主題歌)
14. Jealousy (1999/09/29)
15. China Rose (1999/12/08)
16. midnight blue (2000/05/31)(東京電視台『ASAYAN』片尾曲)
17. SEVEN SEAS (2000/08/09)
18. NO FUTURE (2001/01/31)(MBS・TBS動畫『ゾイド新世紀スラッシュゼロ』片頭曲)
19. 〜dandelion〜 (2001/01/31)
20. 終わりない夢 (2002/06/05)(讀賣電視台・日本電視台系列アニメ『犬夜叉』片頭曲)
21. 六本木心中 (2002/10/09)(翻唱Ann Lewis同名歌曲)
22. Shock of Love (2003/02/13)
23. R-指定 (2003/11/27)
24. 愛ノ詩 -マジェンタレイン- (2004/01/21)
25. Round ZERO ～ BLADE BRAVE  (2004/02/18) （朝日電視台特攝『假面超人劍』片頭曲）(avex mode)
26. 万華鏡/UNLIMITED (2004/09/29)(GONZO製作《七武士》（SAMURAI 7)動畫片頭曲)
27. 限りある響き (2005/01/19)
28. EVERYBODY GOES (2006/02/15) (東京電視台特攝『魔彈戰記龍劍道』片尾曲)、同時發售DVD版
29. tAttoo (2009/11/11)
30. Fine Fine Day [Rockstar Steady] (2010/12/08)
31. 桜舞い降りる頃、涙色 feat.mayo(2014/03/05)
32. 満月にSHOUT! (2015/8/26)
33. ACROSS (2016/07/06)

### 發佈限定曲
- PRISM（2008年5月24日）（健怡飲料『スリムアップスリム』廣告歌曲）

### 別名義、本人参加楽曲
- LOVE TERRORIST(2005/9/7)(『MUSIC FROM AND INSPIRED BY THE GAME HEAVY METAL THUNDER -THE RECORDINGS-』收錄、以「相川七瀬 with Marty Friedman」名義）
- Circle of Life(2008/8/6)(「劇場版 幪面超人Kiva 魔界城之王」主題歌、以「Crimson-FANG」名義)

### 專輯
1. Red (1996/07/03)(第11屆日本金唱片大賞ロックフォーク部門「專輯獎」得獎)
2. paraDOX (1997/07/02)(第12屆日本金唱片大賞「ベスト・ロック・アルバム・オブ・ザ・イヤー」得獎)
3. crimson (1998/07/08)
4. FOXTROT (2000/02/16)、初回限定版附有迷你CD
5. Purana (2001/02/21)
6. The Last Quarter (2001/09/27)、初回限定版附有詩集
7. 7 seven (2004/02/18)、初回限定版附有DVD
8. THE FIRST QUARTER (2005/02/16)
9. R.U.O.K?! (2005/11/09)
10. REBORN (2009/02/18)、同時發行DVD版
11. 今事記 (2013/02/06)
12. NOW OR NEVER (2016/10/26)
13. ROCK GOES ON (2018/6/20)

### 精选专辑
1. ID (1999/05/19)(日本金唱片大賞「BEST ROCK ALBUM OF YEAR」（女性部門）得獎)
2. ID：2 (2003/03/26)
3. COMPLETE BEST　相川七瀬 (2007/04/13)
4. NANASE AIKAWA BEST ALBUM "ROCK or DIE" (2010/2/16)

### 翻唱專輯
1. Treasure Box -Tetsuro Oda Songs- (2015/10/28)

### DVD-Video
1. Reflex (VHS；1997/2/19 DVD；2000/03/29)
2. Live Emotion Concert Tour '97(VHS；1997/10/29 DVD；2000/03/29)
3. radioactive (2000/03/29)
4. Live Emotion 2000“FOXTROT”(2000/09/20)
5. chain reaction (2001/03/07)
6. "Reflex"+"radioactive" (2002/03/13)
7. BEST CLIPS (2002/12/11)
8. Live Emotion 2004 7 seven (2004/09/29)
9. 7.7.7 (2006/01/01)

### Analog 12-inch
1. BAD GIRLS/バイバイ。REMIXED　BY CMJK(1998/1/28)
2. AIKAWA NANASE OFFICIAL BOOTLEG MIX"7＂（2001）